# 4629 Walford
4629 Walford eller 1986 TD7 är en asteroid i huvudbältet som upptäcktes 7 oktober 1986 av den amerikanske astronomen Eleanor F. Helin vid Palomar-observatoriet. Den är uppkallad efter Roy L. Walford.
Asteroiden har en diameter på ungefär 9 kilometer och den tillhör asteroidgruppen Adeona.